# درومايوصور
الدرومايوصور (أي «السحلية العدَّاءة»، من الكلمتين الإغريقيَّتين "δρομεύς" - دروميوس - التي تعني «العدَّاء» و"σαύρος" - صور - التي تعني «سحلية») هو جنس من الديناصورات الثيروبودية التي عاشت خلال الفترة الكامبانية الوسيطة المتأخر في العصر الطباشيري (من 76.5 إلى 74.8 مليون سنة من الآن تقريباً)، وقطنت غرب الولايات المتحدة وولاية ألبرتا الكندية.

## الوصف

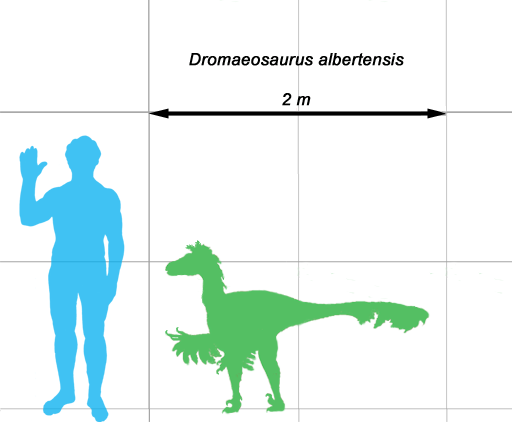
مقارنة بين حجم الدرومايوصور وإنسان بالغ.

كان الدرومايوصور لاحماً صغيراً، بلغَ طوله حوالي مترين ووزنه 15 كيلوغراماً تقريباً. كان فمه مليئاً بالأسنان الحادة، وكان لديه مخلب كاشط كبيرُ في قدميه. وقد عاشَ هذا الديناصور خلال الفترة الكامبانية من العصر الطباشيري المتأخر، لكن على الرُّغم من ذلك فبعض الأسنان التي قد تنتمي إلى الدرومايوصور تُعود إلى الفترة المآسترتشية المتأخرة قبل 65.5 مليون سنة تقريباً (وقد استُخرجت من تشكيلي لينس وكريك هل).
كانت جمجمة الدرومايوصور قويَّة نسبياً، فيما أن خطمه كانَ غائراً فيها إلى حد ما. وأما أسنانه فقد كانت كبيرة، ولم يَكن لديه سوى 9 منها في فكّه العلويّ.
يُغذِّي وريد الجانب الخلفيّ من الرأس عندَ «الدرومايوصور الألبرتيّ» عضلات الرَّقبة الأماميَّة عبرَ عرقين طويلين يَسيران خلال الرأس.

## الاكتشافات

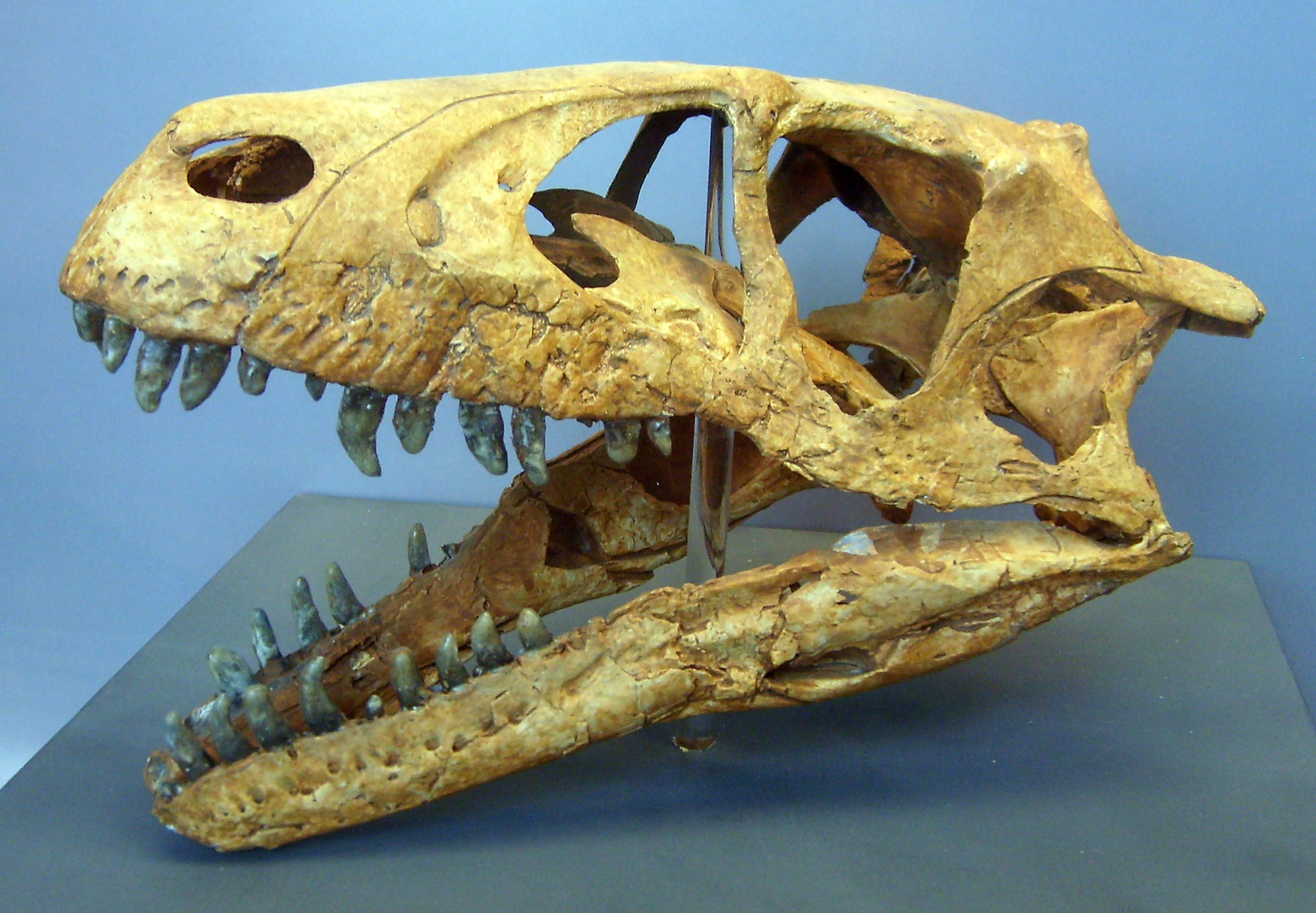
مجسَّم لجمجمة درومايوصور.

على الرغم من أن الدرومايوصور تلقّى اهتماماً واسعاً جداً في كتب الديناصورات الشعبية ونُصبت مجسَّمات لهياكل عظميَّة مُكتملة له في المتاحف حول العالم، فإنه في الحقيقة وعلى النقيض من ذلك ليسَ معروفاً إلا قليلاً من أحافيره نفسها. فعلى سبيل المثال لم يَكن من المُمكن إعداد مجسَّم هذا الديناصور المَعروض في متحف تيريل الملكي لعلم الإحاثة إلا باستخدام المَعلومات التي حصل عليها العلماء من الدرومايوصوريَّات الأخرى التي اكتُشفت حديثاً، لا من الدرومايوصور نفسه.

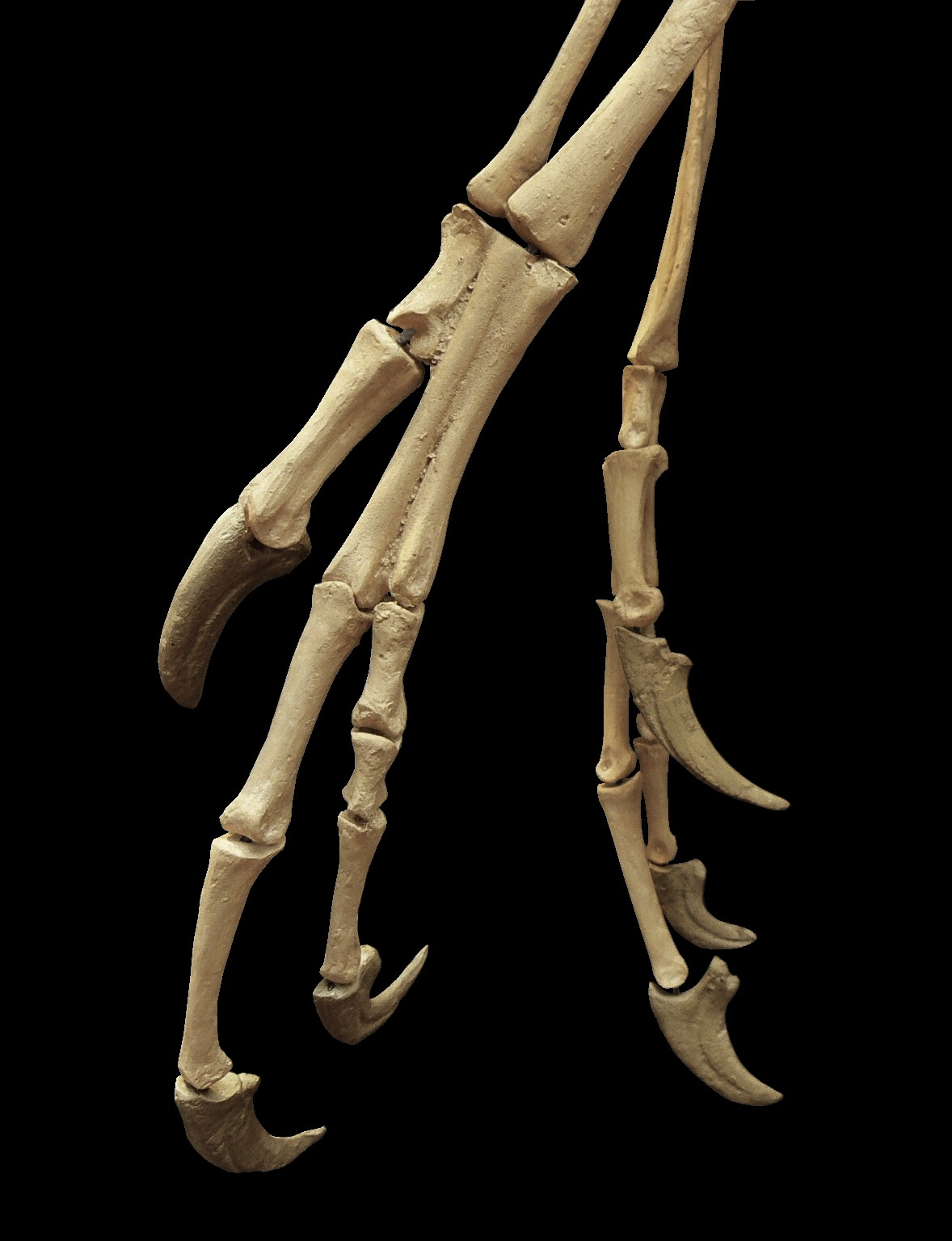
يد درومايوصور

اكتُشفت أوَّل أحفورة درومايوصور معروفة في عام 1914، حيثُ اكتشفها الإحاثي بارنوم براون خلال بعثة التحقَ بها توجَّهت نحو نهر الغزال الأحمر برعاية المتحف الأمريكي للتاريخ الطبيعي. وتُعد المنطقة التي عُثرَ فيها على هذه الأحافير الآن جزءاً من حديقة الديناصورات الإقليمية في ولاية ألبرتا بكندا. وأما النوع الكامل للدرومايوصور فقد تألَّف من جُمجمة جزئية بلغَ طولها 24 سنتيمتراً معها فك سفلي ومشط يد وبعض عظام الرَّقبة والقدم، وحازت هذه العيِّنة على رقم «م.أ.ت.ط 6356». كما عُثرَ في ألبرتا وومونتانا أيضاً عبر عدة اكتشافات على عدة شظايا جماجم أخرى وحوالي 30 سن.
وصفَ بارنوم براون ووليام دلير ماثيو في عام 1922 النوع الرئيسي للدرومايوصور، وهوَ «الدرومايوصور الألبرتيّ» (باللاتينية: Dromaeosaurus albertenis). وقد اشتُق اسم الجنس (الدرومايوصور) بالأصل من الكلمتين الإغريقيَّتين "δρομεύς" - دروميوس - التي تعني «العدَّاء» و"σαύρος" - صور - التي تعني «سحلية»، وأما اسم النوع فهوَ في إشارة إلى ولاية ألبرتا الكندية حيث عثر عليه.
تُصنَّف عموماً سبعة أنواع أخرى ضمن جنس الدرومايوصور غيرَ نوعه الرئيسي، وهيَ (مع أسماء الإحاثيين الذين اكتشفوها وتواريخ اكتشافها بين قوسين، فأسماء الذين وصفوها معَ تواريخ الوصف): "الدرومايوصور لايفيرونس" (كوب 1876، ماثيو وبراون 1922) و"الدرومايوصور غراسيليس" (مارش 1888، ماثيو وبراون 1922) و"الدرومايوصور إكسبلاناتوس" (كوب 1876، كون 1939) و"الدرومايوصور فالكولوس" (كوب 1876، أولشيفسكي 1979) و"الدرومايوصور كريستيتوس" (كوب 1876، ماثيو وبراون 1922) و"الدرومايوصور مينتوس" (مارش 1892، روسل 1976) و"الدرومايوصور المنغولي (بارسبولد 1983، باول 1988). بُنيت معظم هذه الأنواع على أساس بقايا جزئيَّة جداً، وتبيَّن أن العديد منها تنتمي في الحقيقة إلى أجناس أخرى من الديناصورات. وعموماً يَبدو أن الدرومايوصور كان أندرَ في بيئته الطبيعية من جميع الثيروبودات الصغيرة الأخرى.

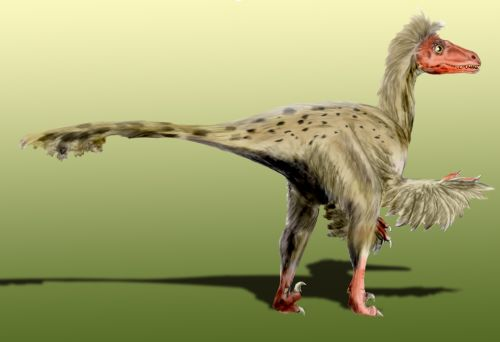
إعادة بناء للدرومايوصور.

## التصنيف
صنَّف ماثيو وبراون الدرومايوصور بالأصل ضمن فصيلة خاصَّة به باسم الدرومايوصورات تابعة لمجموعة التيرانوصوريات، وذلك بناءً على بعض التشابهات بينهما في مظهر الجمجمة العامّ. وقد جون أوستورم أدركَ في عام 1969 أن الدرومايوصور يَتشارك العديد من السِّمات والمزايا مع ديناصوري الفيلوسيرابتور والداينونيكوس، الذين ضمَّنهما معه في فصيلة جديدة أطلقَ عليها اسم الدرومايوصوريات.